# Ка ди Скатола (Ређо Емилија)
Ка ди Скатола је насеље у Италији у округу Ређо Емилија, региону Емилија-Ромања.
Према процени из 2011. у насељу је живело 38 становника. Насеље се налази на надморској висини од 851 м.